# Rimac e-M3
Rimac e-M3 – elektryczny samochód sportowy klasy średniej wyprodukowany przez chorwakciego inżyniera Mate Rimaca w 2008 roku.

## Historia i opis modelu
Pierwszą autorską konstrukcją chorwackiego wizjonera i inżyniera Mate Rimaca był pochodzący z 1984 roku egzemplarz BMW M3 (E30), który kupił za pierwsze zarobione pieniądze w 2007 roku. Po awarii silnika, Rimac zdecydował opracować warunkach garażowych w Samoborze całkowicie nowy układ napędowy, zastępujący dotychczasowy spalinowy w pełni elektrycznym
Pod kątem wizuanmy samochód zyskał własne logotypy, które stały się później oficjalnymi symbolami przyszłej wówczas firmy Rimac, a także dedykowane, zielone malowanie nadwozia, od którego pojazd zyskał przydomek został Green Monster. Oficjalną nazwą pojazdu stało się z kolei nawiązujące do bazowego modelu Rimac e-M3.
Po ukończeniu projektu w 2008 roku, Rimac e-M3 był systematycznie modyfikowany wraz z każdym wyścigiem, w jakim brał udział. W 2012 roku pojazd zyskał tytuł najszybszego samochodu elektrycznego na świecie. Doświadczenia zdobyte przy modernizacji e-M3 pozwoliły na wyprodukowanie pierwszego własnego modelu samochodu chorwackiego przedsiębiorstwa, przedstawionego w 2013 roku supersamochodu Rimac Concept One.

### Rekordy
Mate Rimac za pośrednictwem swojego autorsko zmodyfikowanego BMW pobił rekordy w pięciu kategoriach.
- 1/8 mili: 7,549 s
- 1/4 mili: 11,808 s
- 1/2 km: 13,714 s
- 1 km: 23,260 s
- 1 mila: 35,347 s

Na starym lotnisku w okolicy Zagrzebia zmodyfikowane BMW pobiło rekord szybkości dla samochodu elektrycznego. Podczas przejazdu obserwowanego przez przedstawicieli FIA i Księgi rekordów Guinnessa, przygotowany przez Rimaca samochód osiągnął rekordowe wyniki. 1/8 mili pokonał w 7,549 s, natomiast 1/4 mili w 11,808 s. Pozostałe wyniki nie zostały jeszcze oficjalnie potwierdzone (pół kilometra w 13,714 s, 1 km w 23,260 s i 1 milę w 35,347 s). Przejazd miał miejsce 14 kwietnia 2012 roku, ale dopiero teraz FIA potwierdziła wyniki i pozwoliła na ich publikację.

### Dane techniczne
Samochód dysponuje mocą 600 KM (441,18 kW) i momentem obrotowym wynoszącym 900 Nm. Parametry te pozwalają na osiągnięcie 100 km/h w 3,3 sekundy i prędkość maksymalną 280 km/h. Pojazd w kategoriach FIA zaliczany jest do kategorii A, grupy VIII (pojazdy elektryczne), 3 klasy (masa powyżej 1000 kg).